# Plover (Wisconsin)
Pour les articles homonymes, voir Plover.
Plover est un village du comté de Portage, dans l'État du Wisconsin, aux États-Unis. En 2020, il comptait une population de 13 519 habitants.